# Stadler Euro 9000
Bei den Stadler EURO 9000 handelt es sich um zweikraft- und mehrsystemfähige Elektrolokomotiven, die von Stadler Rail im Werk Albuixech in Spanien produziert werden.

## Geschichte
Der erste Auftrag für zehn Euro-9000-Lokomotiven wurde im Mai 2019 von European Loc Pool (ELP) erteilt, die Teil eines Rahmenvertrags über mindestens 100 Lokomotiven sind. Die Lokomotive 90 80 2019 302 wurde am 21. September 2022 auf dem Freigelände der InnoTrans erstmals der Öffentlichkeit im Rail Force One-Design präsentiert. Bis zu diesem Zeitpunkt wurden von ELP bereits 30 Euro-9000-Lokomotiven abgerufen.
Im Dezember 2022 wurde zwischen ELP und ecco-rail ein Mietvertrag über zwei Euro-9000-Lokomotiven abgeschlossen.
Im März 2023 erfolgte die EU-Typenzulassung und die Genehmigung für das Inverkehrbringen für Deutschland und Österreich. Im Juni und Juli 2023 fanden Testfahrten in Slowenien, Kroatien, Serbien und Montenegro statt.
Anfang November 2023 erfolgte die Zulassung für die Schweiz.
Im Dezember 2023 unterzeichneten ELP und railCare einen Mietvertrag über drei Euro9000-Lokomotiven, wovon die erste Lokomotiven im Juni 2024 übergeben wurde. Ende Dezember 2023 wurde die Euro 9000 für den Einsatz in Belgien und den Niederlanden zugelassen.
Im Januar 2024 wurden von ELP zehn weitere Euro-9000-Lokomotiven abgerufen.

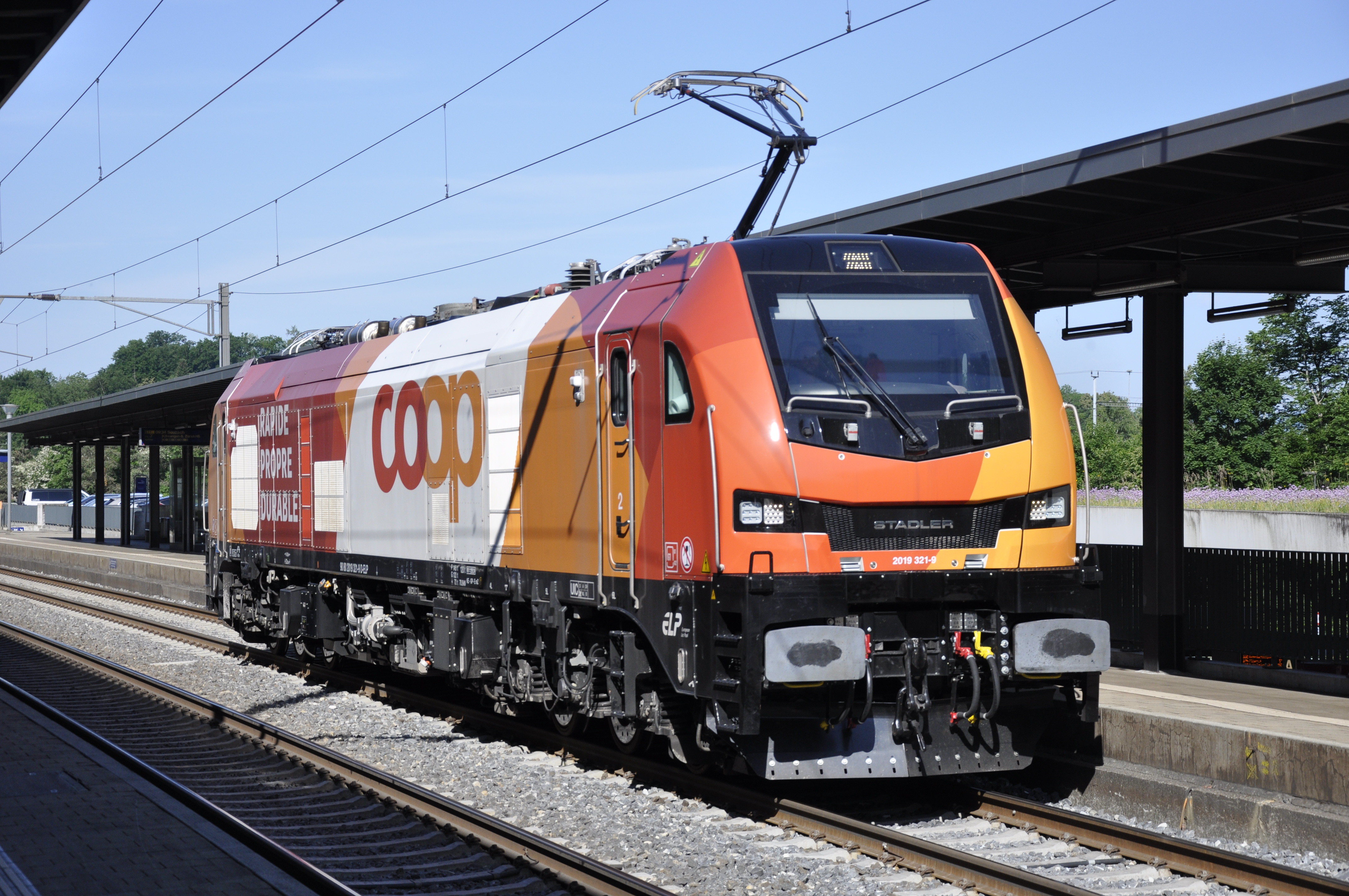
2019 321 von Railcare im Bahnhof Mellingen Heitersberg

Aufgrund zahlreicher Betriebsstörungen in der Schweiz durch unbegründete Zwangsbremsungen durch das Zugbeeinflussungssystem ETCS wurden seit Oktober 2024 keine Euro 9000-Lokomotiven mehr in der Schweiz eingesetzt. Dies betrifft vor allem die Betreiber railCare und HSL. Seit Anfang April 2025 können sie wieder eingesetzt werden, nachdem eine Verlängerung der Reaktionszeit im ETCS eine drastische Verbesserung gebracht hat.

## Technische Beschreibung
Die Euro 9000 sind Lokomotiven mit der Radsatzfolge Co’Co’. Sie können unter vier Fahrleitungsspannungen verkehren und sind für eine Geschwindigkeit von 120 km/h zugelassen.
Der Antrieb erfolgt mittels sechs je 1536 kW leistenden Fahrmotoren, die von ABB-Stromrichtern gespeist werden. Damit werden 9000 kW Leistung am Rad und 430 kN Dauerzugkraft erreicht. Für den Betrieb auf nicht elektrifizierten Strecken erhalten die Lokomotiven maximal zwei 950 kW leistende C32-Dieselmotoren von Caterpillar. Die Dieselmotoren können im Gleichstrombetrieb als Booster zugeschaltet werden, da unter der niedrigen Gleichspannung von max. 3 kV weniger Energie über die Oberleitung übertragen werden kann. Perspektivisch können die Dieselmotoren durch Batterien ersetzt werden.

## Zulassungen
Die Euro 9000 sind für den Betrieb in den drei deutschsprachigen Ländern sowie in Belgien und den Niederlanden zugelassen.. Im deutschen Fahrzeugeinstellungsregister erhielten die Euro-9000-Lokomotiven die Stammnummer 2019.
Das erste Exemplar einer Euro 9000 kam im Juli 2021 zu ersten Zertifizierungstests nach Italien. Erst im März 2025 begannen Testfahrten im regulären Betrieb. Die Verzögerungen könnten damit zusammenhängen, dass die Euro 9000 die ersten sechsachsigen Lokomotiven in Italien seit der FS E.652 vor 30 Jahren werden.

## Einsatz
Die Lokomotiven werden unter anderem von den Bahngesellschaften Rail Force One, RTB Cargo, und ecco-rail eingesetzt.
Seit Ende 2023 sind zwei Lokomotiven der ELP bei Lokomotion im Einsatz.

## Übersicht
| Eigentümer        | Anzahl | Spurweite in mm | Bestelljahr | Auslieferung bis | Beleg  |
| ----------------- | ------ | --------------- | ----------- | ---------------- | ------ |
| European Loc Pool | 10     | 1435            | 2019        |                  |        |
| European Loc Pool | 20     | 1435            | ab 2021     | 2025             |        |
| Alpha Trains      | 12     | 1435            | 2023        | 2026             | [ 16 ] |
| European Loc Pool | 10     | 1435            | 2024        | 2026             | [ 17 ] |